# Aafke Soet
Aafke Soet (Heerenveen, 23 novembre 1997) è un'ex ciclista su strada olandese, attiva in formazioni UCI dal 2017 al 2022. Nel 2018 si è laureata campionessa europea agli Europei di Brno nella categoria cronometro Under-23, vincendo inoltre la medaglia d'argento nella prova in linea.

## Palmarès
- 2014 (Juniores)

Campionati olandesi, Prova a cronometro Junior
Campionati europei, Prova a cronometro Junior
- 2018 (WNT-Rotor Pro Cycling, tre vittorie)

5ª tappa Healthy Ageing Tour (Groninga > Groninga)
Omloop van Borsele ITT (cronometro)
Campionati europei, Prova a cronometro Under-23

### Altri successi
- 2018 (WNT-Rotor Pro Cycling)

Classifica giovani Emakumeen Bira

## Piazzamenti

### Competizioni mondiali
- Campionati del mondo

Ponferrada 2014 - Cronometro Junior: 8ª
Ponferrada 2014 - In linea Junior: 74ª
Richmond 2015 - Cronometro Junior: 6ª
Richmond 2015 - In linea Junior: 49ª

### Competizioni europee
- Campionati europei

Nyon 2014 - Cronometro Junior: vincitrice
Nyon 2014 - In linea Junior: 38ª
Tartu 2015 - Cronometro Junior: 4ª
Tartu 2015 - In linea Junior: 53ª
Plumelec 2016 - Cronometro Elite: 27ª
Plumelec 2016 - In linea Elite: 78ª
Brno 2018 - Cronometro Under-23: vincitrice
Brno 2018 - In linea Under-23: 2ª